# Râul Tălpeni
Râul Tălpeni este un curs de apă, afluent al râului Jijia. 